# Túnel de Erjos
El túnel de Erjos es un túnel de la carretera  TF-5  situado entre Santiago del Teide y El Tanque. Tiene una longitud de 5100 metros y atraviesa el macizo de Teno.
Forma parte del proyecto del Anillo insular y reduce a la mitad la distancia entre Santiago del Teide y El Tanque. 

## Proyecto
En noviembre de 2019, el Gobierno de Canarias adjudicó un contrato por valor de 241 millones de euros para la realización del proyecto aunque las posteriores actualizaciones de precios han elevado el presupuesto hasta los 256 millones.
Ha sido llevada a cabo por a la UTE formada por FCC Construcción, Syocsa-Inarsa y El Silbo.
Las obras de construcción se iniciaron a finales de octubre de 2020 con perspectiva de terminarlas a finales del 2024.
Cada tubo del túnel tiene un gálibo de 5,30 metros y una anchura por tubo de 10,50 metros.
La perforación del primer tubo se completó en junio de 2023 y la del segundo se hizo en septiembre de 2023.